# Charles Pepys (1. hrabia Cottenham)
Charles Christopher Pepys, 1. hrabia Cottenham (ur. 29 kwietnia 1781 w Londynie, zm. 29 kwietnia 1851 w Pietra Santa) – brytyjski prawnik, sędzia i polityk, członek stronnictwa wigów, minister w rządach lorda Melbourne’a i lorda Johna Russella.

## Życiorys
Był drugim synem sir Williama W. Pepysa i Elizabeth Dowdeswell, córki Williama Dowdeswella. Wykształcenie odebrał w Harrow School oraz w Trinity College na Uniwersytecie Cambridge. W 1804 r. rozpoczął praktykę adwokacką w korporacji Lincoln’s Inn. Po 22 latach praktyki został Radcą Króla. W latach 1830–1832 był radcą generalnym królowej Adelajdy.
W 1831 r. został wybrany do Izby Gmin jako reprezentant okręgu Higham Ferrers. Jeszcze w tym samym roku zmienił okręg wyborczy na Malton. W 1836 r. otrzymał tytuł 1. barona Cottenham i zasiadł w Izbie Lordów. W 1850 r. jego tytuł podniesiono do rangi hrabiego.
W 1834 r. został na krótko Radcą Generalnym Anglii i Walii. W latach 1834–1836 był prezesem Sądu Kanclerskiego z tytułem Master of the Rolls. W 1835 r. został jednym z komisarzy Wielkiej Pieczęci, a w 1836 r. Lordem Kanclerzem. Pozostał na tym stanowisku do upadku gabinetu w 1841 r. Ponownie objął to stanowisko po powrocie wigów do władzy w 1846 r. Zrezygnował z powodu złego stanu zdrowia w 1850 r. Zmarł rok później.

## Życie prywatne
30 czerwca 1821 r. w Londynie poślubił Caroline Wingfield-Baker (2 listopada 1801 - 6 kwietnia 1868), córkę Williama Wingfielda-Bakera i lady Charlotte Digby, córki 1. hrabiego Digby. Charles i Caroline mieli razem pięciu synów i trzy córki:
- Caroline Pepys (zm. 21 stycznia 1902), żona Listera Listera-Kane’a, miała dzieci
- Elizabeth Theresa Pepys (zm. 24 stycznia 1897), żona pułkownika Geralda Boyle’a, miała dzieci
- Charles Edward Pepys (30 kwietnia 1824 - 18 lutego 1863), 2. hrabia Cottenham
- William John Pepys (15 sierpnia 1825 - 20 stycznia 1881), 3. hrabia Cottenham
- Henry Leslie Pepys (28 listopada 1830 - 18 marca 1891), ożenił się z Adą Coote, miał dzieci
- George Pepys (21 lipca 1832 - 6 września 1890), ożenił się z Anną Foster, miał dzieci
- Evelyn Pepys (19 stycznia 1839 - 7 października 1910), żona Henry’ego Coutenaya, lorda Courtenay, miała dzieci
- Walter Courtenay Pepys (27 listopada 1840 - 4 listopada 1914), ożenił się z Amy Thompson, miał dzieci